# Carry trade
Carry trade е една от стратегиите на инвеститорите на фондовия пазар и валутния пазар (форекс).
В основата на стратегията лежи фактът, че в различните държави действат различни лихвени проценти по кредитите в различни валути.
Стратегията carry trade е вземане на заем в национална валута по установени от дадена държава ниски процентни ставки, обръщането и инвестирането му в национална валута на държава с високи проценти по депозитите.
Най-популярен пример за тази стратегия е carry trade на японската йена. Играчът взима заем от 1000 йени в японска банка, обръща ги в щатски долари с които купува облигации (дългово задължение на правителство или компания). Например ако годишният падеж на облигациите е 4,5%, а стойността на лихвата по японския заем клони към нулата – 0,5% (близо до реалната ситуация през последните години), то годишната печалба е 4,0% (4,5%-0,5%), при условие, че курсът на йената по отношение на американския долар остава постоянен. Много професионални трейдъри използват тази стратегия, тъй като със суап сделки многократно усилват тази доходност. При използване на съотношение 10:1, доходността в горния пример достига 40%.
Риск в дадения случай представлява промяна на валутния курс между двете валути. Именно това се случва през октомври 2008 г., със стратегията yen carry trade благодарение на веригата финансови крахове.
Прилагането на тази стратегия от инвесторите се отчита от централните банки на държавите при регулиране на рефинансирането в съответните страни. Повишаването на лихвения процент без отчитане на реалната ситуация на световния финансов пазар може да предизвика масов прилив на спекулативен капитал.